# Carlo Cracco
Carlo Cracco, né le 8 octobre 1965 à Creazzo, est un chef cuisinier, restaurateur, et animateur de télévision italien.

## Biographie

### Carrière culinaire
Carlo Cracco a fréquenté l’école hôtelière « Pellegrino Artusi » de Recoaro Terme, puis a travaillé dans le restaurant « Da Remo » à Vicence, avant de collaborer pendant 3 ans avec Gualtiero Marchesi à partir de 1986, à Milan. Il a ensuite travaillé à « La Meridiana » à Garlenda, puis a étudié la cuisine française avec Alain Ducasse à l’« hôtel de Paris » et Alain Senderens au « Lucas Carton » à Paris.
Il est plus tard revenu en Italie, à Florence, où il a été nommé Chef de l’« Enoteca Pinchiorri ». Sous sa gestion, le restaurant obtient trois étoiles au Guide Michelin. Gualtiero Marchesi le rappelle pour l’ouverture de son restaurant « L’albereta » à Erbusco. Immédiatement après, il ouvre « Le Clivie » à Piobesi d'alba.
En 2001, à l'invitation de la famille Stoppani, propriétaire de la boutique gastronomique Peck, Cracco ouvre le restaurant « Cracco Peck » à Milan, où il a travaillé comme chef exécutif jusqu'en 2007,. Avec son arrivée, le restaurant gagne 2 étoiles dans le guide Michelin. À partir de 2007 il devient chef gérant du restaurant, qui change de nom pour « Cracco ». Dans l’édition du Guide Michelin de 2018, le restaurant perd sa deuxième étoile.
En 2011, il est l’un des membres fondateurs de l’association à but non lucratif « Maestro Martino », qu'il préside à partir de 2012. En février 2014, il crée le bistro « Carlo e Camilla in Segheria » (« Carlo et Camilla en scierie »), qui tire son nom d'une ancienne scierie aujourd'hui abandonnée, maintenue dans son état d’origine dans les Navigli de Milan.
Le 4 mars 2017, alors qu’il déclare son abandon du rôle du juge de l’émission MasterChef Italie, il annonce poursuivre d’autres projets, notamment l'ouverture de deux nouveaux restaurants à Milan dont l’un dans la Galleria Vittorio Emanuele II.

### Carrière télévisuelle
De 2011 à 2017 il a animé l’émission MasterChef Italie avec Bruno Barbieri, Joe Bastianich, et, à partir de 2015, Antonino Cannavacciuolo. Le 13 février 2013, il participe au Festival de Sanremo, présenté par Fabio Fazio, pour annoncer la victoire de la chanteuse Annalisa.
À partir du 17 avril 2014, il anime la première saison italienne de l’émission Hell’s Kitchen diffusée sur Sky Uno, puis la seconde à partir du 21 mai 2015 et la troisième à partir du 4 octobre 2016.
En 2016, il participe à une campagne de publicité de l’agence italienne Scavolini.

### Vie privée
Il a eu deux filles d’un précédent mariage, et deux garçons avec sa compagne actuelle Rosa Fanti.

## Télévision
- MasterChef Italie, Cielo (2011); Sky Uno (2012-2017)
- Hell’s Kitchen Italie, Sky Uno (2014-en cours)
- The final table saison 1 épisode 7, Netflix (2018)

## Publications
- L'utopia del tartufo bianco, Casalnoceto, Folini, 2002.  (ISBN 88-7266-061-0).
- La quadratura dell'uovo, Casalnoceto, Folini, 2004.  (ISBN 88-7266-068-8).
- Cracco. Sapori in movimento, avec Alessandra Meldolesi, Milan-Florence, Giunti, 2006.  (ISBN 88-09-04791-5).
- Panettone a due voci. Carlo Cracco, Davide Oldani e il lievito delle feste. Storia, tradizioni, cucina d'autore, avec Davide Oldani, Florence, Giunti, 2010.  (ISBN 978-88-09-75561-1).
- Se vuoi fare il figo usa lo scalogno. Dalla pratica alla grammatica: imparare a cucinare in 60 ricette, Milan, RCS Libri, 2012.  (ISBN 978-88-17-05914-5).
- A qualcuno piace Cracco. La cucina regionale come piace a me, Milan, RCS Libri, 2013.  (ISBN 978-88-17-06948-9).
- La grande cucina italiana. Carlo Cracco presenta le ricette regionali. Corriere della Sera Editore 2014.
- Dire, fare, brasare. In 11 lezioni e 40 ricette tutte le tecniche per superarsi in cucina, Milan, RCS Libri 2014.  (ISBN 978-88-586-7464-2).
- In principio era l'anguria salata. Viaggio al centro del gusto, Milan, RCS Libri, 2015.  (ISBN 978-88-17-09167-1)
- È nato prima l'uovo o la farina?, Rizzoli, 2016.  (ISBN 978-88-17-09018-6)